# Iglesia del Sagrado Corazón de Jesús (Lima)
La iglesia del Sagrado Corazón de Jesús o iglesia de Los Huérfanos es un templo de culto católico dedicado al Sagrado Corazón de Jesús, ubicado en el jirón Apurímac, en el centro histórico de Lima, ciudad de Lima, capital del Perú. Fue construida a principios del siglo XVI y reconstruida en varias ocasiones debido a la destrucción causada por diversos sismos.

## Historia
La primera capilla de la zona fue construida a principios del siglo XVII y fue financiada por el español Luis de Ojeda, conocido como ‘Luis Pecador’. En sus orígenes estuvo vinculada al recogimiento de huérfanos, de ahí su nombre y su advocación a la Virgen de Atocha. En 1612 esta fue elevada a la categoría de viceparroquia. En 1657 la iglesia fue intervenida pero se desconocen la naturaleza de los cambios efectuados. El templo aparece con una disposición diferente e inversa con la actual en el plano del mercedario Pedro Nolasco Mere de 1685. Tenía una cobertura de doble vertiente sobre una armadura de madera. Los terremotos de 1687 arrasaron la estructura.
Desde los sismos y durante las primeras décadas del siglo XVIII el sitio se usó como depósito de carrozas y caballerizas. En 1742 el terreno cambió de manos y se decidió construir una nueva iglesia diseñada cuyas dimensiones coinciden con las de la actual, y que fue por Manuel de Torquemada y construida por Cristóbal de Vargas. El terremoto de Lima de 1746 hizo que la esta segunda estructura colapsara, que había sido finalizada ese mismo año. Pese a la destrucción, existen indicios de que la construcción actual tiene los mismos planteamientos que la de ese entonces. El templo fue inaugurado el 6 de abril de 1766. El diseño se atribuye al sacerdote jesuita Juan Rehr.

## Arquitectura
Es el único templo católico en el Perú y América Latina con una planta elíptica, semejante al de los templos católicos de Austria. Es de estilo rococó limeño, con ornamentación del barroco tardío. Tiene una cubierta abovedada de color celeste, de inicios de su construcción, que buscaba imitar los matices del cielo.
La portada principal en el imafronte se encuentra flanqueada entre torres campanario gemelos. Estos tienen una planta octogonal sobre el cual hay un tambor con la misma forma que reposa sobre cuatro pilares. Cuentan a su vez con una balaustrada sobre el entablamento.
La fachada está compuesta por dos cuerpos. El primero es de piedra y contiene el vano de la entrada, pilastras y un friso con triglifos y metopas de estilo corintio. El segundo se caracteriza por el contrapunto entre líneas curvas y recta, que da lugar a pilastras binarias, pináculos y un ventanal elíptico apaisado, sobre el cual está la hornacina única de la portada, que contiene la efigie del Sagrado Corazón de Jesús. Por el contraste entre los cuerpos, la iglesia alberga semejanzas estilísticas con el Panteón de los Próceres y el Colegio Máximo de San Pablo de Lima, y por el uso de pilastras múltiples binarias con la iglesia de San Pedro. Por su parte, la portada lateral es del siglo XIX y su diseño es neoclásico.
El interior está por su parte compuesto por el sotacoro, la nave y el presbiterio, con la adición al lado derecho de un baptisterio que evoca la portería del Colegio Santo Tomás de Aquino. En el contorno de la curvatura hay cuatro capillas hornacinas de poca profundidad.

## Galería

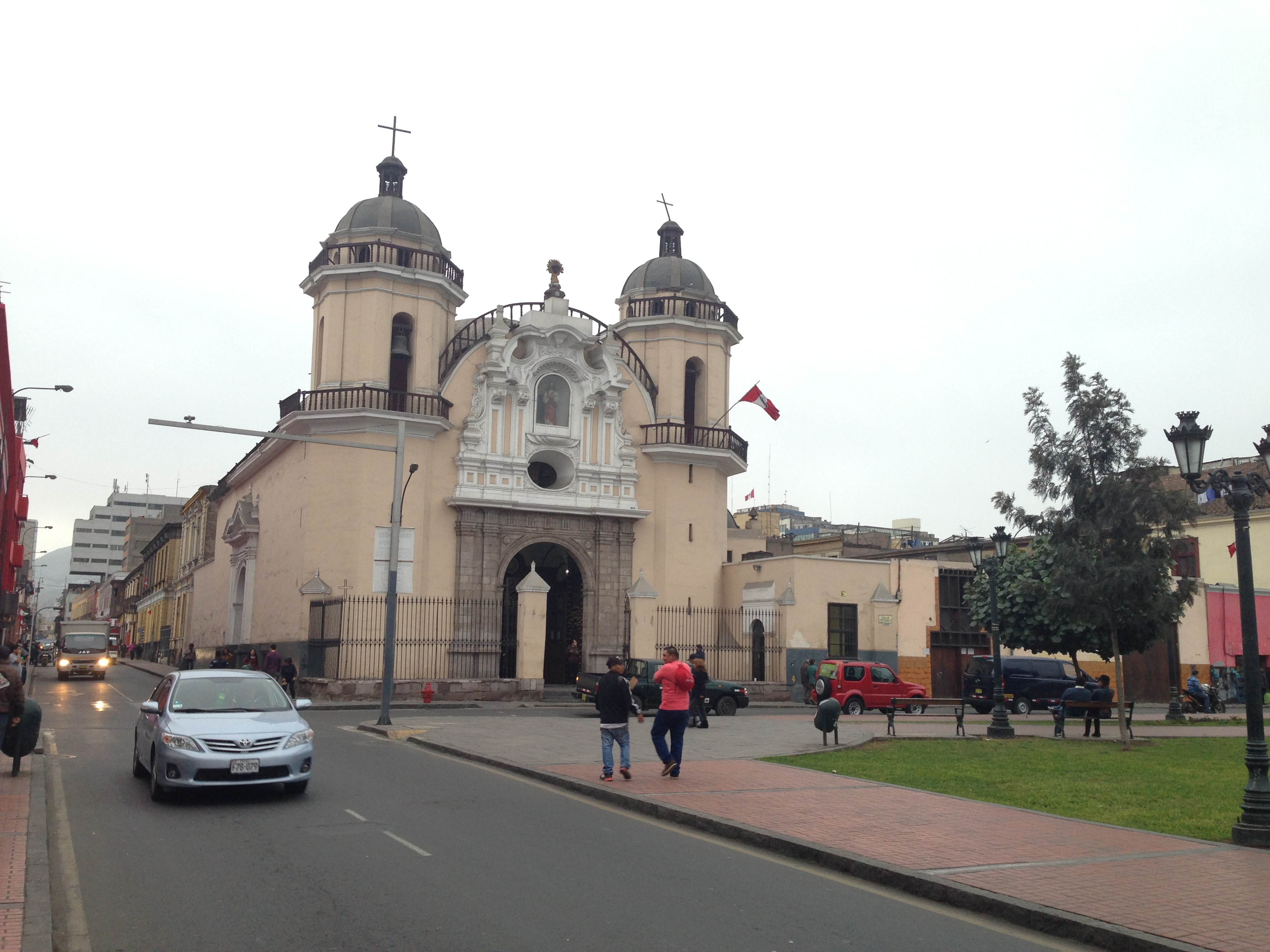
El templo en 2014
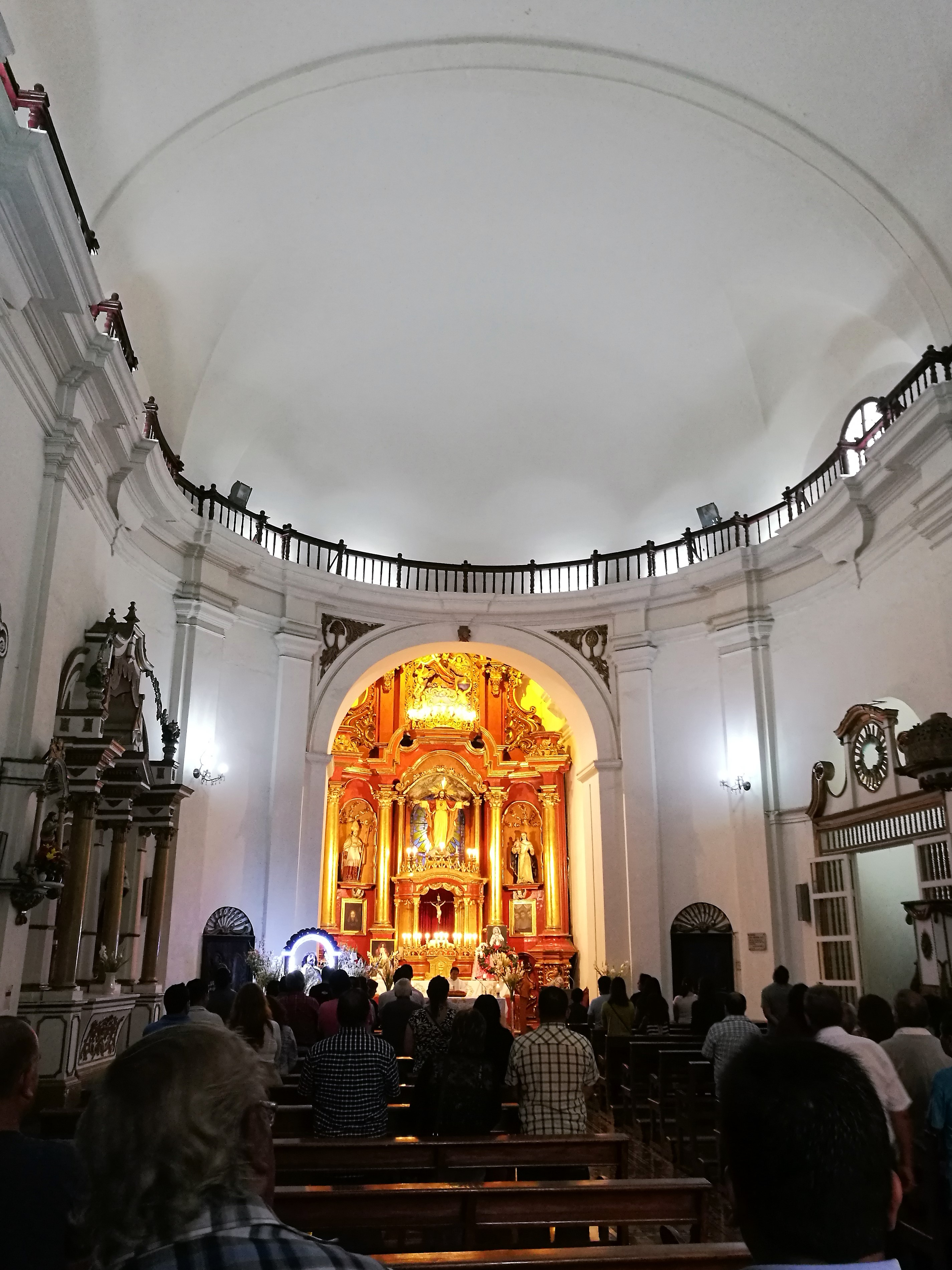
Nave central
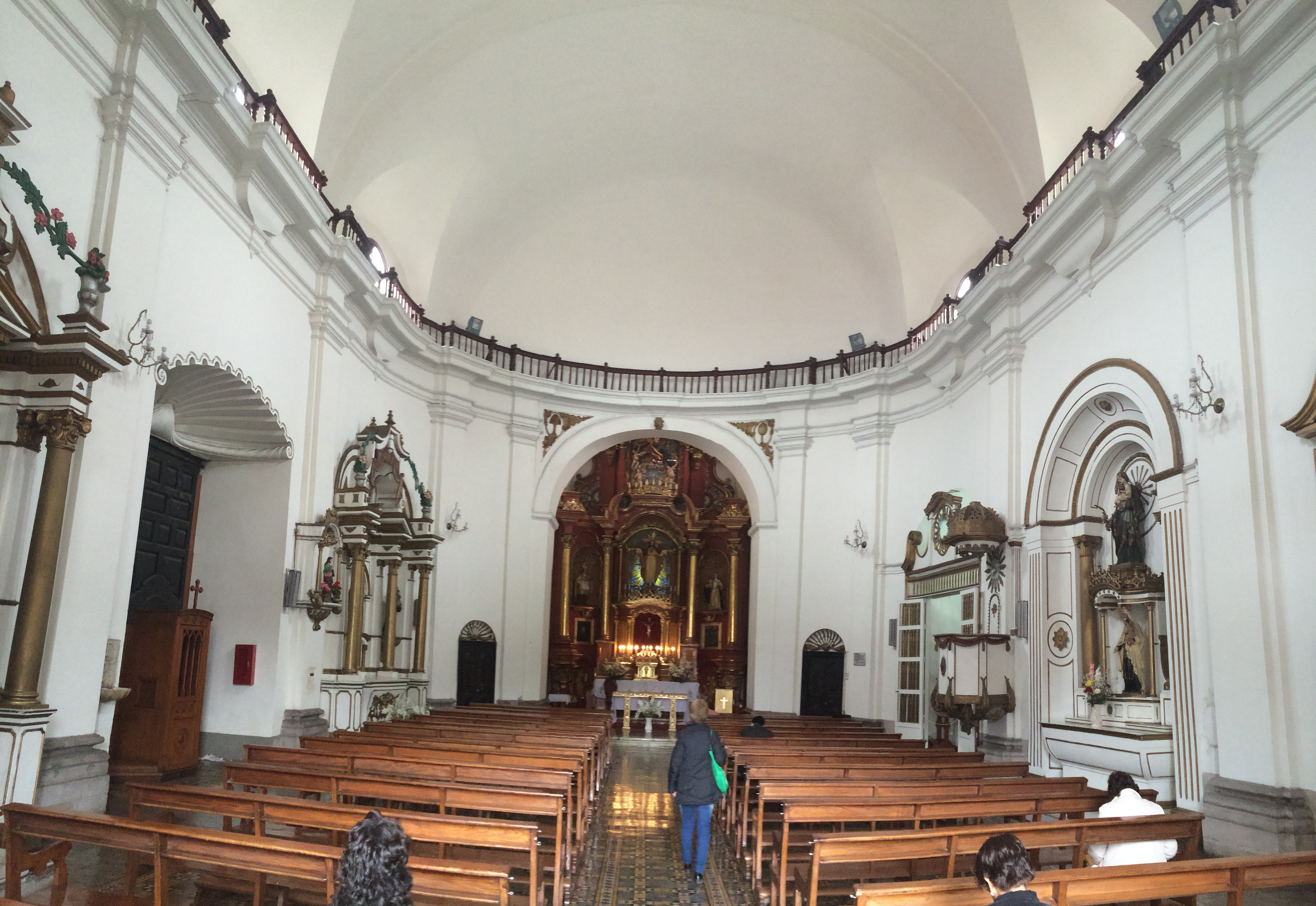
Planta eléptica
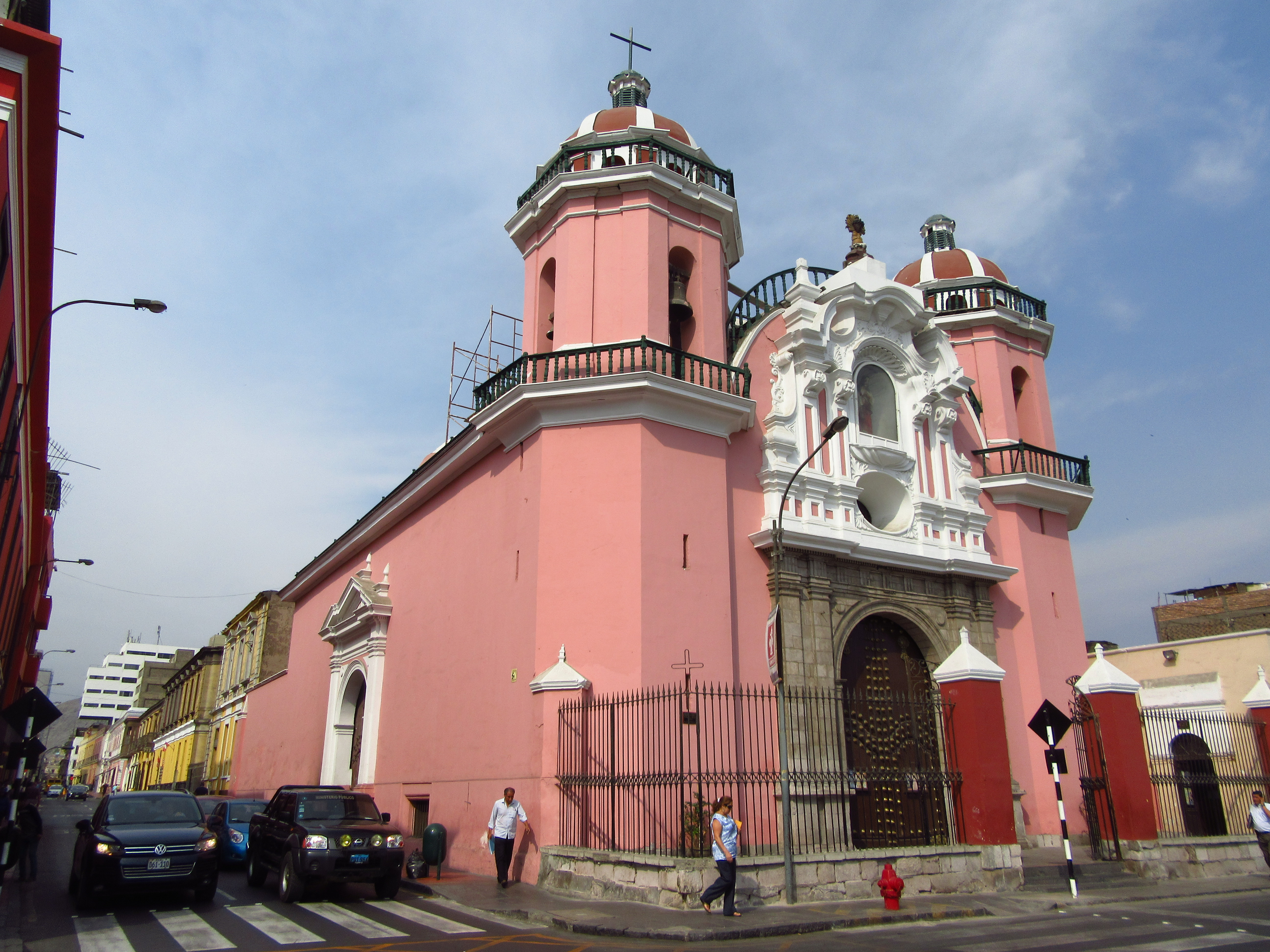
El templo en 2017